# Green Bay Packers 1921
La stagione 1921 dei Green Bay Packers è stata la prima della franchigia nell'American Professional Football Association. La squadra, allenata da Curly Lambeau, ebbe un record di 3-2-1, terminando settima in classifica.
Dopo la stagione i Packers furono rimossi dalla lega, dopo che ebbe che avevano utilizzato sotto falso nome giocatori di Notre Dame durante l'annate. Green Bay avrebbe fatto ritorno nella NFL un anno dopo come "nuova franchigia".

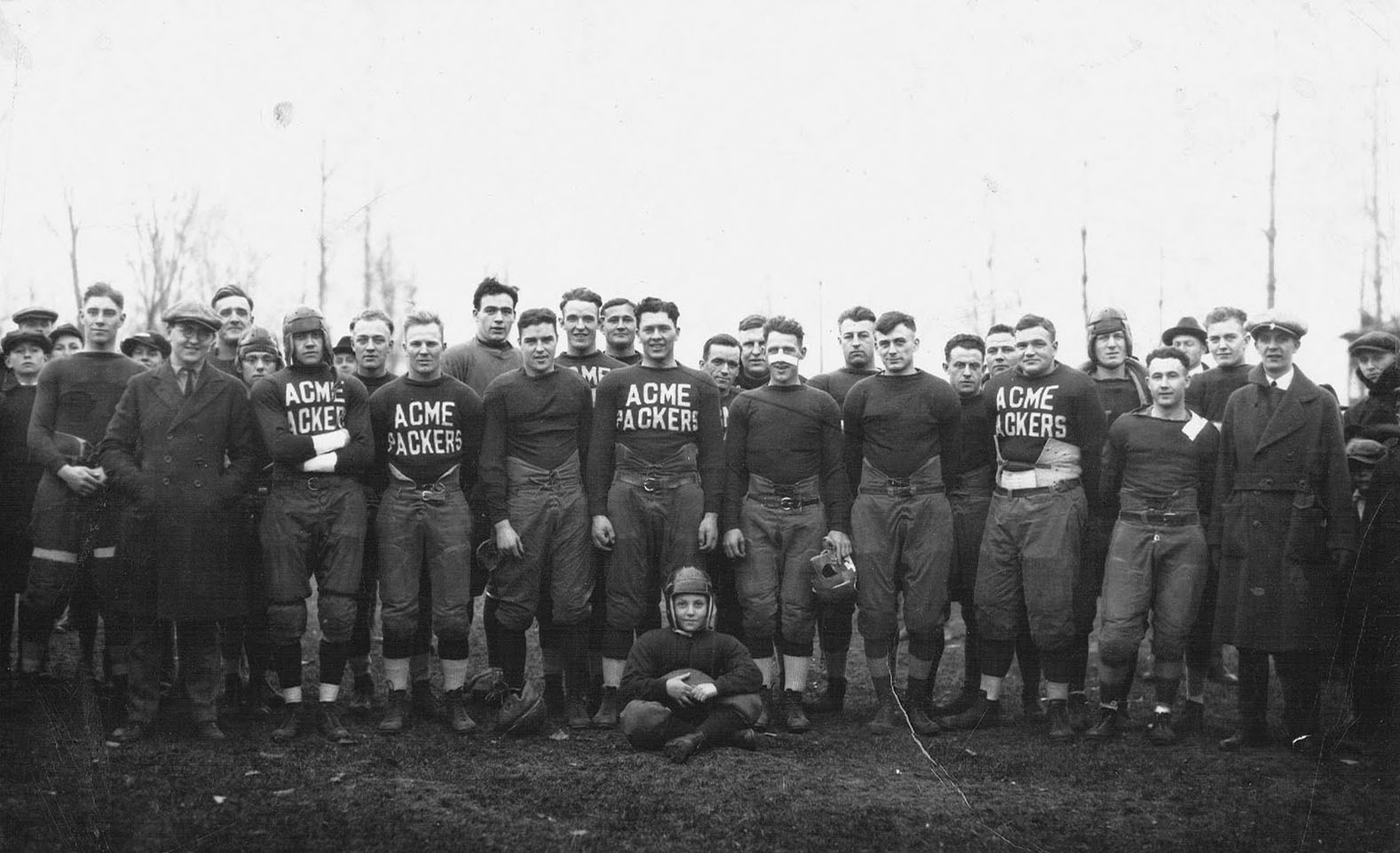
I Green Bay Packers del 1921

## Calendario
| Stagione regolare |                   |                           |           |
| Gara              | Data              | Avversario                | Risultato |
| 1                 | 25 settembre 1921 | Chicago Boosters          | V 13–6    |
| 2                 | 2 ottobre 1921    | Rockford Olympics         | V 49–0    |
| 3                 | 9 ottobre 1921    | Chicago Cornell-Hamburgs  | V 40–0    |
| 4                 | 16 ottobre 1921   | Beloit Fairies            | V 7–0     |
| 5                 | 23 ottobre 1921   | Minneapolis Marines       | V 7–6     |
| 6                 | 30 ottobre 1921   | Rock Island Independents  | S 3–13    |
| 7                 | 6 novembre 1921   | Evansville Crimson Giants | V 43–6    |
| 8                 | 13 novembre 1921  | Hammond Pros              | V 14–7    |
| 9                 | 20 novembre 1921  | at Chicago Cardinals      | P 3–3     |
| 10                | 27 novembre 1921  | at Chicago Staleys        | S 0–20    |
| 11                | 4 dicembre 1921   | Racine Legion             | P 3–3     |

- Le gare in corsivo denotano avversari non della APFA.

## Roster
| Roster dei Green Bay Packers nel 1921 | |  | |
|                                       | - -- Buff Wagner B - -- Adolph Kliebhan B - -- Art Schmaehl FB - -- Grover Malone HB - -- Curly Lambeau TB - -- Tubby Howard HB - -- Billy DuMoe LE - -- Dave Hayes RE - -- Emmett Keefe E |  | - -- Herman Martell E - -- Cowboy Wheeler E - -- Joe Carey LG - -- Martin Zoll LG - -- Sammy Powers G - -- Warren Smith G - -- Cub Buck RT - -- Milt Wilson RG - -- Jab Murray C - -- Fee Klaus C - -- Norm Barry K |

## Classifiche
| Classifica APFA           |   |   |   |      |     |     |     |
|                           | V | S | P | %    | PF  | Ps  | STR |
| Chicago Staleys           | 9 | 1 | 1 | .900 | 128 | 53  | P1  |
| Buffalo All-Americans     | 9 | 1 | 2 | .900 | 211 | 29  | S1  |
| Akron Pros                | 8 | 3 | 1 | .727 | 148 | 31  | V1  |
| Canton Bulldogs           | 5 | 2 | 3 | .714 | 106 | 55  | V1  |
| Rock Island Independents  | 4 | 2 | 1 | .667 | 65  | 30  | S1  |
| Evansville Crimson Giants | 3 | 2 | 0 | .600 | 89  | 46  | V1  |
| Green Bay Packers         | 3 | 2 | 1 | .600 | 70  | 55  | S1  |
| Dayton Triangles          | 4 | 4 | 1 | .500 | 96  | 67  | S1  |
| Chicago Cardinals         | 3 | 3 | 2 | .500 | 54  | 53  | P1  |
| Rochester Jeffersons      | 2 | 3 | 0 | .400 | 85  | 76  | V2  |
| Cleveland Indians         | 3 | 5 | 0 | .375 | 95  | 58  | S1  |
| Washington Senators       | 1 | 2 | 0 | .334 | 21  | 43  | S1  |
| Cincinnati Celts          | 1 | 3 | 0 | .250 | 14  | 117 | S2  |
| Hammond Pros              | 1 | 3 | 1 | .250 | 17  | 45  | S2  |
| Minneapolis Marines       | 1 | 3 | 0 | .250 | 37  | 41  | S1  |
| Detroit Tigers            | 1 | 5 | 1 | .167 | 19  | 109 | S5  |
| Columbus Panhandles       | 1 | 8 | 0 | .111 | 47  | 222 | V1  |
| Tonawanda Kardex          | 0 | 1 | 0 | .000 | 0   | 45  | S1  |
| Muncie Flyers             | 0 | 2 | 0 | .000 | 0   | 28  | S2  |
| Louisville Brecks         | 0 | 2 | 0 | .000 | 0   | 27  | S2  |
| New York Brickley Giants  | 0 | 2 | 0 | .000 | 0   | 72  | S2  |